# Kelisia vittata
Kelisia vittata är en insektsart som beskrevs av Frederick Arthur Godfrey Muir 1926. Kelisia vittata ingår i släktet Kelisia och familjen sporrstritar. Inga underarter finns listade i Catalogue of Life.